# Izjasni se HRabro
Izjasni se HRabro je naziv afirmativne kampanje usmjerene ka Hrvatima u Srbiji povodom popisa stanovništva u Srbiji 2011. godine.
Pokrenulo ju je 25. srpnja 2011. Hrvatsko nacionalno vijeće Republike Srbije radi poticanja pripadnika hrvatske zajednice u Srbiji da se izjašnjavaju kao Hrvati, a ne pod neke nehrvatske opcije ili kao neopredijeljeni odnosno neizjašnjeni. Time bi se spriječila denacionalizacija dijela Hrvata iz Srbije. Osim toga, u ostale ciljeve ove kampanje spada ohrabriti građane hrvatske nacionalnosti iz Srbije da si izjasne hrvatski jezik kao materinski, i u slučaju ikavice te da rimokatolički Hrvati ne kriju svoju vjeru, nego da ju izjave kao takvu. Među ljudstvom pri HNV-u koje je osmišljalo i organiziralo ovu kampanju nalazio se Tomislav Žigmanov.
Namjera je da se ne ponove situacije s prijašnjih popisa kad se zbog straha za vlastitu sigurnost pribjegavalo etničkoj mimikriji te se veliki dio Hrvata nije izjasnio kao Hrvati, zbog čega Hrvati iz Srbije nisu mogli zakonskim putem ostvarivati prava na koja bi imali pravo s obzirom na svoju znatno veću brojnost.
Kampanja je bila usmjerena na onih 140.000 neopredijeljenih u Vojvodini i 200.000 u Srbiji, među kojima ima i Hrvata koji se 2002. godine nisu usudili, nisu smjeli tako izjasniti i onima kojima je zatomljena nacionalna svijest te oni koji se indiferentno drže k tom pitanju. HNV RS je za ovu kampanju iz svog proračuna pripremio 850.000 dinara. Nakana je ovom kampanjom ohrabriti Hrvate da se na popisu tako i izjasne, a da afinitet za pripadnošću subetničkim skupinama koje neki pripadnici pokazuju ostave postrance.
S obzirom na činjenicu da su u poslovima koji su bili u svezi s pripremom i realiziranjem ovog popisa stanovništva Hrvati bili isključeni i to u svim aktivnostima (izbor popisivača, mogućnost nadzirati tijek popisa, kontrola unosa i obrade podataka itd.), trebalo se poduzeti nešto po tom pitanju, jer su takve okolnosti ostavljale mogućnosti zloporaba i iskrivljavanja statistika na štetu hrvatske zajednice, stoga je ova akcija dodatna mjera u pravcu sprječavanja takvih zloporaba.
Prigodom zajedničkog posjeta hrvatskog predsjednika Ive Josipovića i vojvođanskog premijera Bojana Pajtića srijemskom selu Kukujevcima i Šidu 2. rujna 2011., ujedno prvog posjeta jednog hrvatskog predsjednika Hrvatima u srbijanskom dijelu Srijema, hrvatski je predsjednik rekao: Očuvajte svoj nacionalni identitet, budite ponosni na svoje hrvatstvo i budite lojalni građani države Srbije i Očuvajte svoj nacionalni identitet, budite ponosni na svoje hrvatstvo, budite uspješni građani Srbije i uspješni prijatelji s jedne i druge strane granice. Vojvođanski je premijer rekao Danas Hrvati i na lokalnoj i na regionalnoj i na nacionalnoj razini imaju važnu ulogu u zakonodavnim i izvršnim tijelima vlasti i potpuno su inkorporirani u sustave Republike Srbije. U Vojvodini se danas nitko ne treba plašiti da se izjasni kao Hrvat, Mađar, Rumunj, Slovak... U Pokrajini se nitko ne treba plašiti ako ne pripada većinskom narodu, ne govori većinskim jezik i ne pripada većinskoj crkvi. Pokrajinska Vlada poduprijet će svaku inicijativu koja pridonosi očuvanju identiteta. 
Tijekom popisa stanovništva vođena je vrsta tihog medijskog rata protiv akcije. Ipak, akcija je unatoč svemu, polučila dobre rezultate: "da više nije problem, na polju državne politike, očitovati hrvatsku pripadnost, da unutar hrvatske zajednice postoji organizirana struktura koja može artikulirati i složenije stvari osim folklornih koncerata ili festivala ila, kao i da smo htjeli unatoč, još uvijek nepovoljnom društvenom položaju, potaknuti građane hrvatske nacionalnosti očitovati se o tome."

## Vanjske poveznice
- Hrvatska riječ[neaktivna poveznica] Ivo Josipović poručio Hrvatima u Srbiji: Hrabro očitujte vlastitu nacionalnu pripadnost, 2. rujna 2011.